# Irakiska republiken
Irakiska republiken (arabiska: الجمهورية العراقية al-Jumhūrīyah al-'Irāqīyah), i dagligt tal känd som den första irakiska republiken, var en stat som bildades 1958 under president Muhammad Najib ar-Ruba'i och premiärministern Abd al-Karim Qasims regering. Qasim kom först till makten genom revolutionen den 14 juli där Kungariket Irak störtades och bildade en militärjunta som bestod av kommunister och feylikurder. Qasims regim störtades 1963 av baathisterna. Landet gjordes genom statskuppen 17 juli revolutionen 1968 om till en enpartidiktatur under baathpartiet. 

## Aggressiv territoriella anspråk
Qasim och hans regering hade en aggressiv policy och inställning mot alla Iraks grannländer, särskilt Turkiet, Iran och Kuwait då han gjorde anspråk på mark som ansågs vara irakiskt och kurdiskt. Qasim hade en vision om att återupprätta den gamla babyloniska riket, placerade specifikt de nord-sydliga territoriella gränserna från dess högsta punkt i norr och lägsta punkt i söder, identifierad i regimens populära slogan som "Från Zakho i norr till Kuwait i söder", Zakho hänvisade till gränsen då- och-nu mellan Irak och Turkiet. Qasim-regeringen i Irak och dess anhängare stödde kurdisk irredentism mot vad de kallade "Kurdistan som är annekterat av Iran", vilket antyder att Irak stödde enandet av iranska Kurdistan till irakiskt Kurdistan. Qasim-regeringen hade ett irredentistiskt anspråk på Khuzestan.

## Kultur
Abd al-Karim Qasim främjade en medborgerlig irakisk nationalism som erkände alla etniska grupper som araber, assyrier, kurder och yazidier som jämlika partners i staten Irak, det kurdiska språket var inte bara formellt lagligt tillåtet i Irak under Qasim-regeringen, utan den kurdiska versionen av det arabiska alfabetet antogs för användning av den irakiska staten och det kurdiska språket blev undervisningsmedium i alla utbildningsinstitutioner, både i de kurdiska områdena och i resten av Irak. Under Qasim, irakisk kulturell identitet baserad på arabisk-kurdisk broderskap, stressades över etnisk identitet, Qasims regering försökte slå samman kurdisk nationalism med irakisk nationalism och irakisk kultur, och konstaterade: "Irak är inte bara en arabisk stat, utan en arabisk-kurdisk stat, arabernas erkännande av kurdisk nationalism bevisar tydligt att vi är associerade i landet, att vi först är irakier, araber och kurder senare”.